# Provincie Burgos
Provincie Burgos (španělsky Provincia de Burgos) je jednou z provincií Španělska. Leží na severu poloostrova, na severovýchodě autonomního společenství Kastilie a León, na horních tocích významných řek Ebro a Duero. K provincii náleží také malá exkláva, jež je zcela obklopená baskickou provincií Álava. Dalšími sousedy jsou (podle směru ručiček) La Rioja, kastilské provincie Soria, Segovia, Valladolid a Palencia, Kantábrie a baskická Bizkaia.
Území okolo Burgosu bývá nazýváno Hlava Kastilie, neboť právě zde vzniklo mocenské centrum Kastilského království a pocházel odtud i El Cid. Strategická poloha oblasti se dnes projevuje spíše v dopravě, neboť se zde protínají silnice a železnice spojující Madrid s Baskickem a Francií a Katalánsko se severem země.
Osídlení je řídké (žije zde přibližně 359 tisíc obyvatel), avšak provincie má v celém Španělsku prvenství co do počtu obcí (371), neboť mimo hlavní město Burgos (179 000 obyv.) a větší sídla Miranda de Ebro (39 000, železniční uzel) a Aranda de Duero (33 000) je zde velké množství malých roztroušených sídel.

## Znak provincie
Escudo partido, 1º en campo de plata, medio cuerpo de rey coronado de oro con corona abierta, rostro de carnación y con dalmática de gules cargada con tres castillos de oro; bordura de gules con dieciséis castillos de oro; y 2º de gules, un castillo de oro, mazonado de sable, con puerta y ventanas abiertas. Al timbre, corona real de España. El escudo va sobre una cartela blanca.
Timbre: Corona real abierta. 
Překlad: Polceno, 1) ve stříbře polopostava zlatě korunovaného krále v červené dalmatice se třemi zlatými kastely (hrady). Na červeném lemu pole 16 hradů. 2) v červeném zlatý hrad černě spárovaný s otevřenou branou a okny. Klenot – španělská královská koruna a naloženo na bílou kartuš. Provinční vlajka má barvu morušovou (morada) a nese ve středu listu úplný znak provincie.
Znak byl schválen provinční deputací na plenárním zasedání 9. listopadu 1877. Navrhl je král heroldů D. Luis Villar Pascual. V současné podobě byly symboly potvrzeny 8. 10. 2008, zveřejněny v Boletín Oficial de la Provincia de Burgos 17. 10. 2008.